# سريبريا
سريبريا هي مخرجة وممثلة هندية، ولدت في 5 مارس 1956 بتشيناي في الهند.

## وصلات خارجية
- سريبريا على موقع IMDb (الإنجليزية)
- سريبريا على موقع أول موفي (الإنجليزية)
- سريبريا على موقع قاعدة بيانات الفيلم (الإنجليزية)